# Oost-Groenlandstroom

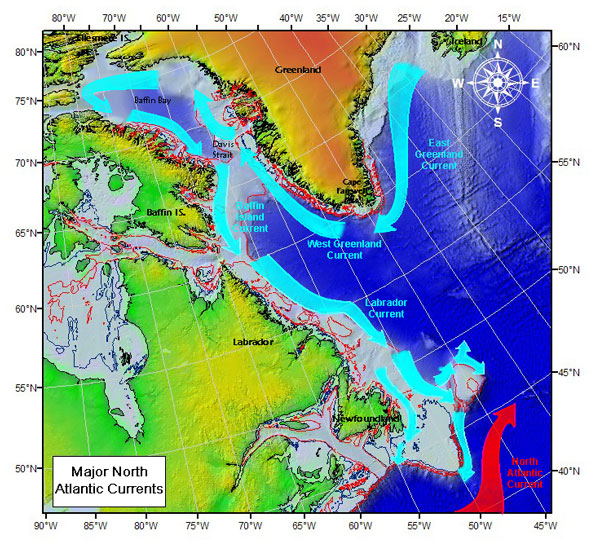
De verschillende stromen nabij Groenland

De Oost-Groenlandstroom is een zeestroom die in zuidelijke richting langs de oostkust van Groenland loopt. Ze gaat door de Groenlandzee, de Noorse Zee, de IJslandzee, de Straat Denemarken en de Irmingerzee.
Vanuit de Laptevzee en de Oost-Siberische Zee vervoert de Transpolaire driftstroom oppervlaktewater en zee-ijs naar de Straat Fram tussen Groenland en Spitsbergen, waar het na de zeestraat overgaat in de Oost-Groenlandstroom.
Tussen Jan Mayen en IJsland takt de Oost-IJslandstroom van de Oost-Groenlandstroom af.
Ten zuidoosten van Groenland botst de zeestroom op de Irmingerstroom en vervolgt de stroom na de Kaap Vaarwel aan de zuidpunt van Groenland als de West-Groenlandstroom.
De stroming bestaat uit drie verschillende watersoorten: polair water, Atlantisch water en diep water. De bovenste laag tot een diepte van ongeveer 150 meter beschouwt men als polair water. Het heeft een laag zoutgehalte en is koud. De tweede laag, die ongeveer tot 1000 meter doorloopt, bestaat uit Atlantisch water. Ze is gekenmerkt door een hogere temperatuur en een hoger zoutgehalte. De derde laag heeft een relatief constante temperatuur en zoutgehalte. Ze loopt van 1000 meter diepte tot de bodem van de oceaan.
Een van de belangrijkste aspecten van de Oost-Groenlandstroom is de hoeveelheid ijs die ze vervoert naar de Noord-Atlantische Oceaan. Meer dan 90% van het ijs uit het poolgebied wordt via deze stroming vervoerd.
De zeestroom stroomt door de mariene ecoregio Noordelijk Groenland en mariene ecoregio Oostelijk Groenlands Plat.